# Arquebisbat de Port Moresby

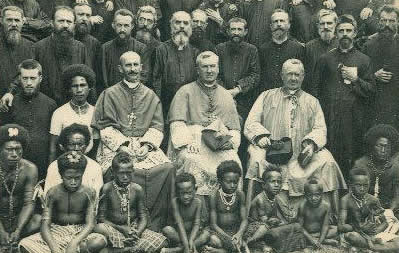
Grup de missioners amb el vicari apostòlic Alain Guynot de Boismenu (al centre)

L' Arquebisbat de Port Moresby (anglès:  Archdiocese of Port Moresby, llatí: Archidioecesis Portus Moresbiensis) és una seu metropolitana de l'Església Catòlica a Papua Nova Guinea. El 2004 tenia 183.889 batejats sobre una població de 512.386 habitants. Actualment està regida per l'arquebisbe cardenal John Ribat, M.S.C.

## Territori
La diòcesi comprèn la ciutat de Port Moresby, on es troba la catedral de Santa Maria.
El territori s'estén sobre 12.244  km², i està dividit en 19 parròquies.

## Història
El vicariat apostòlic de Nova Guinea va ser erigit el 10 de maig de 1889, prenent-se el territori del vicariat apostòlic de Melanèsia.
El 14 de novembre de 1922 assumí el nom de vicariat apostòlic de Paupàsia.
El 29 de març de 1938, per efecte de la butlla Quo commodius cedí les illes australianes a la diòcesi de Victoria-Palmerston, que contextualment assumí el nom de bisbat de Darwin.
El 3 de juny de 1946, en virtut de la butlla Quo in regionibus del Papa Pius XII cedí una altra porció de territori per tal que s'erigís la prefectura apostòlica de Samarai (avui bisbat de Alotau-Sideia), i paral·lelament assumí el nom de vicariat apostòlic de Port Moresby.
El 13 de novembre de 1958 cedí una nova porció de territori per tal que s'erigís la prefectura apostòlica de Mendi (avui diòcesi). El 16 de juliol de 1959 va haver-hi noves cessions de territori per tal que s'erigissin la prefectura apostòlica de Daru (avui bisbat de Daru-Kiunga) i del vicariat apostòlic de Yule (avui bisbat de Bereina).
El 15 de novembre de 1966 el vicariat apostòlic va ser elevat al rang d'arxidiòcesi metropolitana mitjançant la butlla Laeta incrementa del Papa Pau VI.

## Cronologia episcopal
- Louis-André Navarre, M.S.C. † (10 de maig de 1889 - gener de 1908 renuncià)
- Alain Guynot de Boismenu, M.S.C. † (gener de 1908 - 18 de gener de 1945 jubilat)
- André Sorin, M.S.C. † (13 de juny de 1946 - 19 d'abril de 1959 mort)
- Virgil Patrick Copas, M.S.C. † (19 de desembre de 1959 - 19 de desembre de 1975 renuncià)
- Herman To Paivu † (19 de desembre de 1975 - 12 de febrer de 1981 mort)
- Peter Kurongku † (3 d'octubre de 1981 - 11 de juny de 1996 mort)
- Brian James Barnes, O.F.M. (14 de juny de 1997 - 26 de març de 2008 jubilat)
- John Ribat, M.S.C., des del 26 de març de 2008

## Estadístiques
A finals del 2004, la diòcesi tenia 183.889 batejats sobre una població de 512.386 persones, equivalent al 35,9% del total.
| any  | població | població | població | sacerdots | sacerdots       | sacerdots       | sacerdots             | diaques | religiosos | religiosos | parròquies |
| ---- | -------- | -------- | -------- | --------- | --------------- | --------------- | --------------------- | ------- | ---------- | ---------- | ---------- |
| any  | batejats | total    | %        | total     | clergat secular | clergat regular | batejats por sacerdot | diaques | homes      | dones      |            |
| 1950 | 25.594   | 220.000  | 11,6     | 48        | 1               | 47              | 533                   |         | 63         | 103        | 4          |
| 1969 | 13.400   | 196.000  | 6,8      | 27        |                 | 27              | 496                   |         | 52         | 57         | 12         |
| 1980 | 32.000   | 243.886  | 13,1     | 52        | 7               | 45              | 615                   | 2       | 140        | 147        | 15         |
| 1990 | 74.000   | 292.000  | 25,3     | 59        | 20              | 39              | 1.254                 |         | 139        | 137        | 23         |
| 1999 | 137.820  | 462.767  | 29,8     | 55        | 13              | 42              | 2.505                 |         | 125        | 123        | 23         |
| 2000 | 158.883  | 476.650  | 33,3     | 55        | 14              | 41              | 2.888                 |         | 115        | 125        | 23         |
| 2001 | 160.790  | 482.370  | 33,3     | 51        | 12              | 39              | 3.152                 |         | 93         | 137        | 23         |
| 2002 | 163.201  | 494.429  | 33,0     | 67        | 9               | 58              | 2.435                 |         | 66         | 132        | 23         |
| 2003 | 181.529  | 504.317  | 36,0     | 68        | 11              | 57              | 2.669                 |         | 66         | 161        | 23         |
| 2004 | 183.889  | 512.386  | 35,9     | 70        | 14              | 56              | 2.626                 |         | 166        | 145        | 19         |